# Simon Gallup
Simon Jonathon Gallup (ur. 1 czerwca 1960) – brytyjski muzyk rockowy, basista grupy The Cure.

## Życiorys
Zespół The Cure współtworzy od 1979 roku z przerwą w latach 1982–1985 (został wówczas wyrzucony ze składu zespołu po kłótni i bójce z wokalistą Robertem Smithem pod koniec trasy promującej płytę Pornography). Wcześniej był członkiem punk rockowego zespołu Lockjaw. W 1983 sformował też grupę rockową Fools Dance, która działała do 1985.
Oprócz gry na gitarze w The Cure sporadycznie gra też na klawiszach.
W 1988 Gallup był drużbą podczas ślubu wokalisty The Cure, Roberta Smitha. Sam był dwukrotnie żonaty, ma czwórkę dzieci.